# Fresspäckli
Die Bezeichnung Fresspäckli oder auch Frässpäckli entstammt dem Sprachgebrauch der Schweizer Armee. Es handelt sich dabei um Pakete, die über das Feldpostwesen kostenlos an Personen im Militärdienst versendet werden können. Die Bezeichnung wird aber auch bei Schweizer Jugendorganisationen (Pfadi, Jungwacht usw.) sehr oft verwendet, wenn diese Lager durchführen. 

## Rechtliches
- Das Gewichtslimit beträgt 5 kg; wenn es überschritten wird, muss das gesamte Porto vom Versender selbst übernommen werden.[1]
- Es dürfen maximal 5 Sendungen pro Tag vom gleichen Absender an die gleiche Militäradresse gesendet werden.

## Rekorde
Bis zum Jahr 2006 wurde oftmals gewetteifert, wer am meisten Pakete an einem Tag erhält. So gab es alleine im Jahr 2005 an die 20 neue Rekorde. Diese Rekorde wurden von Freunden und Bekannten organisiert und umgesetzt. Am 10. Februar 2006 wurde der letzte Rekord aufgestellt: Es waren gesamthaft 555 Pakete, die Marco Meyer, Rekrut in der Kaserne Gossau (St. Gallen), erhalten hatte. Die Aktion wurde von seiner Freundin organisiert, welche den Rekord wieder in die Ostschweiz bringen wollte, nachdem deren Rekord von 365 Paketen von den Aargauern mit 444 Paketen geschlagen worden war. Kurz darauf gab das VBS bekannt, dass ab dem 15. März 2006 nur noch fünf Pakete pro Tag pro Postbesuch und Empfänger kostenlos befördert werden.